# Sowjetische Handelsvertretung
Eine sowjetische Handelsvertretung (russisch Торговое представительство СССР) im Land jedes Handelspartners einzurichten, war nach der gesetzlichen Festschreibung des sowjetischen Außenhandelsmonopols im Dekret vom 11. Juni 1920 das Bestreben Sowjetrusslands. Mit Verordnung vom 16. Oktober 1922 wurden sie zu Vertretungen des Volkskommissariats für Außenhandel und vorerst alleiniger Träger des sowjetischen Außenhandelsmonopols. Sie waren staatliche Wirtschaftsstellen, die gegenüber ausländischen Kaufleuten die einzig entscheidende Instanz darstellten.

## Zweck und Befugnisse der Handelsvertretungen
Mit Dekret vom 22. April 1918 hatten die Sowjets den Außenhandel verstaatlicht, Lenin wollte ihn vollständig den Erfordernissen des wirtschaftlichen Grundlagenplans untergeordnet sehen. War im Kriegskommunismus noch das Außenhandelskommissariat der „allrussische Kaufmann“, übertrug man nun die Aufgabe des Verkaufs russischer Waren und des Einkaufs fremder Erzeugnisse auf die Handelsvertretungen:
„Man hat sie in ihrer Neuartigkeit als Gemisch einer Zentralbehörde, einer Studiengesellschaft, eines technischen Kontrollapparates und eines Handelsgeschäfts bezeichnet – eine Benennung, welche so recht die Zusammenfassung ihrer vielseitigen Aufgaben zum Ausdruck bringt.“ Was die Sitzländer vor ein Problem stellte, war weniger die Anwesenheit des sowjetischen Außenhandelsmonopols auf ihrem Boden, als die sowjetische Forderung, die Handelsvertretung als vollständigen Bestandteil ihrer diplomatischen Vertretung zu betrachten, einschließlich Immunität und sonstiger üblicher Privilegien. Dies war kein gängiges gesetzliches Recht und musste damit jeweils erst in einem Vertrag geregelt werden. Ihre Argumentation hierzu erleichterte sich die Sowjetunion, indem sie mit dem Dekret über Handelsvertretungen im Ausland vom 13. September 1933 für klare Informationen über ihren eigenen Standpunkt sorgte. Zu diesem Zeitpunkt hatte sich gegenüber der ursprünglichen Konzeption schon derart ein Wandel vollzogen, dass angesichts des Umfangs und der Komplexität des Warenhandels die Handelsvertretungen von eigener Geschäftstätigkeit zunehmend Abstand nahmen, hin zu Funktionen mit regulierendem Charakter. Parallel zum eigentlichen Zweck brachten die Einrichtungen die Chance zur subversiven geheimdienstlichen Tätigkeit, da in westliche Hauptstädte ohne diplomatische Vertretung sowjetische Geheimagenten geholt werden konnten.
Die Bedeutung der Handelsvertretungen sank, als 1935 den Unions-Außenhandelsvereinigungen der Abschluss von Außenhandelsgeschäften auch im Ausland zugebilligt wurde und sie bald den Rang des annähernd alleinigen Trägers der gesamten operativen Außenhandelsführung einnahmen. Wo es bis zum Zweiten Weltkrieg nicht gelungen war, eine Handelsvertretung einzurichten, begnügte die UdSSR sich später eventuell auch mit einem Handelsrat oder einem Handelsattaché bei der Botschaft. Die Handelsvertretungen bestanden noch in den 1970er Jahren, teils um bei Außenhandelsvereinigungen die Einhaltung der einschlägigen Gesetze zu überwachen, teils um ihre Aktivitäten zu koordinieren und mit Wissen über örtliche Gegebenheiten Beistand zu leisten.

## Länder mit sowjetischer Handelsvertretung
Bis 1932 konnte die UdSSR unter anderem in folgenden Ländern Handelsvertretungen einrichten: Afghanistan, China, Dänemark, Deutschland, Estland, Finnland, Frankreich, Griechenland, Iran, Italien, Japan, Kanada, Lettland, Litauen, Mongolei, Norwegen, Polen, Schweden, Tschechoslowakei, Türkei und Vereinigte Staaten. Die Staaten China, Finnland, Frankreich, Japan und Polen versagten der Handelsvertretung die diplomatischen Privilegien, ebenso hielten es die USA, wo die UdSSR in Handelsangelegenheiten durch die Amtorg Trading Corporation vertreten wurde. Einige Länder gestatteten die Einrichtung von Zweigniederlassungen außerhalb der Hauptstadt. Die Schweiz musste ohne eine dortige Handelsvertretung auskommen, nachdem der Mörder des Gesandten Lorowski vor Gericht freigesprochen wurde und die Sowjetunion mit einem Boykott antwortete. Als ein französisches Gericht die Beschlagnahmung sowjetischer Importwaren verfügte, folgte die Verlegung der Handelsvertretung von Paris nach London. Ein schwerwiegendes Ereignis war dort die Durchsuchung der Handelsvertretung und der beigeordneten Firma All-Russian Cooperative Society (Arcos) 1927, Arcos raid genannt. Nach Ansicht der britischen Polizei sollte hier eine Spionagezentrale der Herbeiführung eines geplanten Umsturzes dienen, der Abbruch der diplomatischen Beziehungen war die Folge. Kein Grund für Schweden, im Oktober 1927 der Handelsvertretung die diplomatischen Privilegien nicht zu gewähren, jedoch mit einer Besonderheit: Die Sowjets mussten im Land Einkommensteuer zahlen. Dies umging man normalerweise ebenso, wie den Eintrag ins lokale Handelsregister.

## Die sowjetische Handelsvertretung in Berlin
Im deutsch-russischen Handelsabkommen vom 6. Mai 1921 wurde für die Zukunft die Einrichtung einer sowjetischen Handelsvertretung vorgesehen. Ihr fiel sofort eine bedeutsame Aufgabe zu: In Russland wurde die Wichtigkeit des Außenhandelsmonopols von Lenin zwar mit Nachdruck betont, nicht zu überhören waren aber die Stimmen jener Gegner, die eine übermäßige Abschottung ihres Marktes befürchteten. Das Gegenteil musste also bewiesen werden, dass auch privates ausländisches Kapital nennenswert zum Zuge kommen könnte. Die hierfür ins Leben gerufenen gemischten Gesellschaften – die Sowjets sicherten sich jeweils mindestens 50 % des Grundkapitals – erhielten Handelskonzessionen „in Ausnahme aus dem Grundgesetz über das Regierungsmonopol des Außenhandels“. Bedeutend unter ihnen war die Deutsch-Russische Handels-Aktien-Gesellschaft (Russgertorg) mit dem Otto-Wolff-Konzern. B. S. Stomonjakow, der Leiter der Handelsvertretung, übernahm die Hälfte der Aktien des Berliner Unternehmens, die Handelsvertretung entsandt drei Personen in den Aufsichtsrat und stellte mit zwei Mitgliedern die Hälfte des Vorstandes. Nach der Gründung am 9. Oktober 1922 ließ Lenin gegenüber der deutschen Regierung seine „lebhafte Befriedigung über den Abschluss des Otto-Wolff-Vertrages“ zum Ausdruck bringen, doch währte die Freude bei Wolff längstens bis zu dessen Vertragskündigung im Januar 1924.

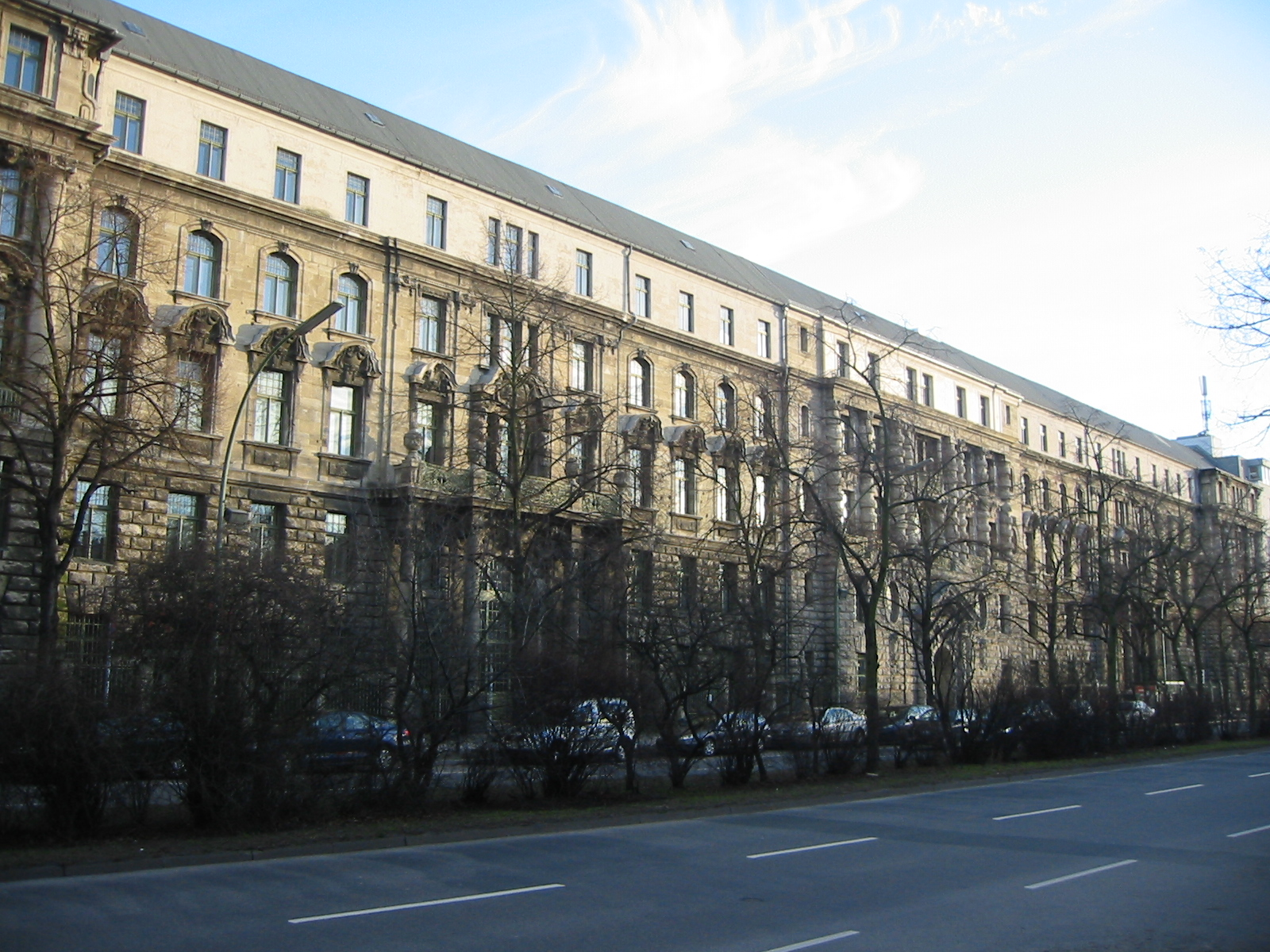
Bis 1935 genutztes Gebäude in der Lindenstraße 20–25

Im Verhältnis beider Länder sorgte im selben Jahr der sogenannten „Mai-Zwischenfall“ für eine „Trübung der gegenseitigen Beziehungen“. Der einem Hochverratsprozess entgegensehende Kommunist Johannes Botzenhardt flüchtete am 3. Mai 1924 zu seinem ehemaligen Arbeitgeber, Anlass für die Berliner Polizei, die Handelsvertretung zu durchsuchen. Die UdSSR brach daraufhin mit Deutschland den Wirtschaftsverkehr ab, erst deutsches Entgegenkommen im Protokoll vom 29. Juli 1924 glättete die Wogen. Der deutsche Botschafter in Moskau, Graf von Brockdorff-Rantzau, hatte die „Exterritorialität der ganzen Lindenstraße“ vorgeschlagen, wie sie sich später im deutsch-sowjetischen Handelsvertrag von 1925 wiederfand. Bei den nachfolgend, bis zum deutschen Überfall auf die Sowjetunion stattfindenden Russlandgeschäften kam der Handelsvertretung die Rolle zu, den Akzept auf die zur Zahlung verwendeten russischen Handelswechsel zu leisten. Hinzu kam der Service für solche westeuropäische Länder, die über Berlin ihre Importe aus der UdSSR bezogen. Erforderlich war hierfür eine Aufgliederung nach den 24 bedienten Wirtschaftszweigen, mit Abteilungen, die im Umfang wahren Großhandlungen nahe kamen. Faktisch zu einer Abteilung der Handelsvertretung wurde auch die Deutsch-Russische Lager- und Transport-GmbH (Derutra), nachdem sich ihr deutscher Anteilseigner zurückgezogen hatte. Der Grafiker John Heartfield lieferte Katalogentwürfe für die sowjetische Handelsvertretung sowie die Ausstattung von Messeständen auf der Technischen Messe in Leipzig und den Messen in Köln und Königsberg.
Ein Gebäude der Viktoria Versicherung wurde bis 1935 genutzt, anschließend eines in der Lietzenburger Straße 11 (später Nr. 86), das nach Beginn des Krieges gegen die Sowjetunion an das Reichsministerium für die besetzten Ostgebiete ging. Nach 1945 verwahrloste das im britischen Sektor gelegene Haus. Neu eröffnet wurde eine sowjetische Handelsvertretung 1953 wieder in Ost-Berlin.
Der Abschluss eines Regierungsabkommens mit der Bundesrepublik im April 1958 ermöglichte eine Handelsvertretung in Köln. Im Jahr 1982 wies ein Lagebericht des Verfassungsschutzes darauf hin, dass die Handelsvertretung eine besondere Rolle bei der Umgehung der durch die CoCom-Liste festgelegten Embargobestimmungen spielte. Das Gebäude in der Aachener Straße war schließlich Gegenstand eines 18 Jahre dauernden Rechtsstreits, bevor es im September 2013 zwangsversteigert wurde.
Nachfolger der sowjetischen Handelsvertretung in Berlin ist seit 2000 das Handels- und Wirtschaftsbüro (HWB; russisch Торгово-экономическое бюро, ТЭБ) bei der Botschaft der Russischen Föderation in Berlin.